# Folco Orselli
Folco Orselli (Milano, 6 dicembre 1971) è un cantautore e chitarrista italiano.

Nel 1995, con il duo “Caligola”, partecipa al Festival di Sanremo nella categoria ‘Giovani’ e, nel 1996, esce il suo primo album “Il sole che respira”, per la EMI. Segue una partecipazione come band di apertura del Golden Eye Tour di Tina Turner (1996) e dello Spirito Divino Tour di Zucchero Fornaciari (1996). Nello stesso anno nasce il progetto musicale Folco Orselli e La Compagnia dei cani scossi con cui autoproduce l’album di inediti “La stirpe di Caino” (2000). Parallelamente crea il Caravanserraglio, movimento musicale formato da un gruppo di cantautori milanesi. 
Nel 2003 suona, interpretando il ruolo di se stesso, nel lungometraggio di Silvio Soldini Agata e la tempesta e canta “More” per i titoli di coda. Nel novembre 2004 esce il suo terzo album La Spina, prodotto da Lifegate e registrato alle Officine Meccaniche di Mauro Pagani, dove sarà registrato anche il suo quarto album Milano Babilonia (2007). Nel corso dell’edizione di Musicultura 2008, il cantautore è Vincitore del Premio della Critica, Vincitore del Miglior Testo e Vincitore Assoluto, votato dal pubblico con il brano L’amore ci sorprende. Folco Orselli è stato l’unico nella storia di Musicultura a vincere tre differenti e importanti premi contemporaneamente nel corso della stessa edizione. 
Nel 2008 Folco Orselli ha dato vita con altri musicisti tra i quali Stefano Piro dei Lythium, Gnut e Alessandro Sicardi degli Ottavo Richter, al progetto psichedelico Arm on Stage, con cui ha pubblicato un album nel 2010, Sunglasses under AllStars e, nel 2011 sempre con questa formazione, il secondo album Aldrin.
È del 2011 Generi di conforto, disco di ballate registrato con un’orchestra d’archi. 
Nel 2013/14/15 crea insieme a Carlo Fava e Claudio Sanfilippo Scuola Milanese, con ventiquattro appuntamenti tematici sulla città di Milano, a cui partecipano più di cento ospiti di spicco a Milano (Pisapia, Boeri, Gillo Dorfles, Ornella Vanoni tra gli altri). Folco Orselli è stato in tour con lo spettacolo “Passati col rosso” con e di Gino & Michele, per la regia di Paolo Rossi. Nel Dicembre 2015 esce l’album Outside is my side co-prodotto con gli stessi Gino & Michele. 
Dal 2018 è testimonial ufficiale a Milano dei City Angels.  
Giugno 2019, Folco ha partecipato, come i tre anni precedenti, con Scuola Milanese, alla Quarta Edizione di Fuori Cinema, rassegna ideata da Gino e Michele, Sky e Cinema Anteo.
Sempre registrato alle Officine Meccaniche di Mauro Pagani, il suo nuovo album Blues in MI: vol. 1, che apre un percorso musicale di un anno attraverso le periferie milanesi, è stato presentato il 27 Novembre allo Spirit de Milan, nel quartiere Bovisa a Milano, una delle periferie simbolo del capoluogo lombardo. Chiuderà il suo progetto "Blues in MI: quartieri identità di Milano" la presentazione della seconda parte "Blues in MI: vol.2”. 
Folco Orselli è coordinatore, compositore e direttore creativo della serie di docufilm culturali sociali BLUES IN MI: QUARTIERI IDENTITA’ DI MILANO, per aiutare attraverso la musica, la cultura, l’arte e lo sport i giovani delle periferie milanesi.

## Formazioni

### La compagnia dei cani scossi
- Sergio Cocchi - Organo Hammond, Pianoforte
- Valentino Finoli - Sassofono
- Giovanni Giorgi - batteria
- Paolo Legramandi - Basso elettrico
- Pepe Ragonese - Tromba

### Arm on Stage
- Folco Orselli - voce, chitarre (2010 - presente)
- Stefano Piro - piano, tastiere, percussioni, voci (2010 - presente)
- Alessandro Sicardi - basso, chitarre, trombe, orchestrazioni, voce (2010 - presente)
- Gnut - chitarra (2010 - presente)
- Alessio Russo - batteria (2012 - 2014)

## Discografia

### Caligola
- 1996 - Il sole che respira - (Emi)

### Folco Orselli e la compagnia di cani scossi
- 2002 - La Stirpe di Caino - (Caravanserraglio)

### Folco Orselli
- 2004 - La Spina - (Lifegate Music)
- 2007 - Milanobabilonia - (Lifegate Music)
- 2011 - Generi di conforto - (Muso Records/Venus)
- 2015 - Outside is my side - (Believe Digital)
- 2018 - Blues in Mi, volume 1 (Muso record/Moletto)

### Arm on stage
- 2010 - Sunglasses under All Stars - (Ragoo Production)
- 2013 - Aldrin -